# Козакевич, Миколай
Миколай Козакевич (пол. Mikołaj Kozakiewicz; 24 декабря 1923, Альбертин, Польша — 22 ноября 1998) — польский государственный деятель. Маршал Сейма Польши (1989—1991).

## Биография
В 1950 г. окончил философский факультет Варшавского университета. В 1963 г. защитил докторскую диссертацию по социологии, с 1972 г. — профессор.
- 1945—1947 гг. — работал сельским учителем,
- 1947 г. вступил в Крестьянскую партию, с 1949 г. — в Объединённую крестьянскую партию,
- 1950—1951 гг. — учителем, затем директор редней школы в Избице-Куявской,
- 1951—1955 гг. — секретарем редакции газеты «Голос учителя»,
- 1956—1970 гг. — главный редактор журнала «Современная страна»,
- 1967—1970 гг. — в департаменте исследований в сфере региональной промышленности Польской академии наук, затем — в Департаменте социологии сельских районов в Институте развития сельских районов и сельскохозяйственных наук, с 1984 г. адъюнкт-профессор гуманитарных наук.
- 1970—1974 гг. — заместитель председателя правления Общества разрастания светской культуры,
- 1985—1993 гг. — депутат Сейма,
- 1989—1991 гг. — председатель Сейма Польши,

на выборах в парламент Польши получил 8 млн голосов.
- 1988 г. — один из основателей Польской народно-демократической партии.

22 ноября 1998 года скончался. Похоронен на кладбище «Воинское Повонзки» в Варшаве.
Являлся активистом движения планирования семьи, защищал право на аборт и поддерживал легализацию легких наркотиков.